# Ibersol
Ibersol é uma empresa portuguesa que opera diversos restaurantes de marcas internacionais em Portugal, Espanha e Angola.
A companhia surgiu em 30 de dezembro de 1985 e sua sede fica na cidade de Porto em Portugal.

## História

### Anos 1980 e 1990
Fundada em 1985, a Ibersol iniciou suas operações no sector da restauração em 1989, visando desenvolver o negócio da Pizza Hut, em 1990, abriu a primeira Pizza Hut da Ibersol em Albufeira.
Nos anos seguintes, enquanto fazia parte da área de turismo do Grupo Sonae, explorou outros sectores de restauração e hotelaria. Em finais de 1994, a Pargeste adquiriu a Ibersol com o objetivo de desenvolver um projeto mais abrangente na área da restauração e lazer. Já em 1995, a empresa decidiu estudar segmentos de maior potencial para permitir uma expansão significativa e rentável, firmando um contrato com a Pepsico para implantação da KFC em Portugal, com a abertura da primeira KFC no CascaisShopping.
Em 1996, em parceria com o grupo espanhol Agrolimen, a Ibersol fundou uma sociedade para desenvolver a marca Pans & Company em Portugal. No segmento de massas, foi criado a marca Pasta Caffé e ainda nesse ano, a Ibersol adquiriu a Iberusa, com presença no mercado da restauração em aeroportos, autoestradas e caminhos de ferro, e com os conceitos brasileiros Ò Kilo e Frangão. Simultaneamente, adquiriu as unidades da Pizza World em Portugal para transformá-las em Pizza Hut, com a abertura do O’Kilo no Centro Colombo.
Em 1997, as ações da sociedade foram admitidas ao mercado de cotações, com a primeira transação ocorrendo a 27 de novembro. No final desse ano, a empresa operava 65 unidades com diversos conceitos, empregava 1.933 colaboradores e apresentava um volume de negócios superior a 40 milhões de euros. Em 1998, com a abertura do primeiro quiosque no Norteshopping, o volume de negócios superou 65,5 milhões de euros, empregando mais de 2.770 trabalhadores e operando 104 unidades. A Ibersol já se posicionava entre os principais empregadores do país, atuando nos segmentos de Pizza, Frango, Sanduíches, Comida Brasileira, Massas, Restauração Tradicional, Hambúrgueres e comida Americana.
No final de 1999, a Ibersol operava 124 unidades, empregando cerca de 3.000 colaboradores e com um volume de negócios superior a 75 milhões de euros.

### Anos 2000
Em 2000, o volume de negócios do Grupo Ibersol atingiu mais de 82 milhões de euros, com mais de 124 unidades em diferentes conceitos e cerca de 3.050 colaboradores, em 2001, a Ibersol inaugurou o primeiro Burger King no NorteShopping e até ao final desse ano, alcançou um volume de negócios de 96,7 milhões de euros, operando 162 unidades de diferentes conceitos. O número de colaboradores cresceu proporcionalmente, atingindo cerca de 3.400 funcionários, consolidando-se como um dos principais empregadores de Portugal.
Em 2002, foram inauguradas as primeiras Bocatta no Norteshopping e no Centro Colombo. Em 2012, o Grupo Ibersol adquiriu a maioria do capital social da Vidisco, que operava 55 estabelecimentos sob a marca Pizza Móvil em Espanha. Também adquiriu 60% do capital da Restmon Portugal, que detinha os direitos de franquia da marca Cantina Mariachi para o território português.
Em 2003, a empresa operava 303 unidades, das quais 265 eram de exploração própria e 38 em regime de franquia, com 69 unidades localizadas em Espanha. Já em 2004, o grupo continuou a crescer em Portugal e Espanha, com a abertura de novas unidades Pizza Hut, Pans & Company, Burger King e Pasta Caffé, iniciando a expansão para o interior do país, em 2005, foram inauguradas várias lojas KFC, Pizza Hut, Pans & Company e Burger King, com destaque para a continuação da expansão nas Regiões Autónomas, com cinco novas aberturas. Em Espanha, as vendas continuaram a crescer, juntamente com a expansão dos restaurantes Pasta Caffé.
Em 2006, destacaram-se pela aquisição da empresa Lurca, que geria 31 unidades Burger King em Espanha, e pela expansão de suas operações e diversificação de atividades. Em 2007, abriram a primeira unidade Sol em Ovar e lançou o programa de saúde Viva Bem e continuaram a crescer no mercado espanhol com a compra da Lurca.
Em 2008, o grupo obteve a sua primeira certificação em segurança alimentar e assegurou o fornecimento exclusivo do Rock in Rio Lisboa.

### Anos 2010
Já em 2010 inaugurou novas unidades como o Spoon no Aeroporto de Lisboa e o Azure e Sky Plaza nos Açores.
Em 2011, a Ibersol inaugurou o seu primeiro Clocks no Aeroporto de Lisboa e continuou com foco na internacionalização das operações do grupo, avançando com os passos necessários para estabelecer-se em Angola. Em 2012, foi inaugurado o primeiro Miit no Norteshopping e houve modernizações nas marcas Pizza Hut – introduzindo novas propostas ao consumidor em termos de experiência, ambiente e serviço, KFC – com a implementação da assinatura Sogood, e Burger King – com a modernização de unidades, tanto no continente quanto nas regiões autónomas, este ano foi marcado também com o início das operações do grupo em Angola, com a inauguração da primeira KFC no país, a primeira rede de restaurantes globais a atuar em Angola.
Em 2014 houve modernizações em marcas operadas pelo grupo como o Pizza Hut, Burger King, Pasta Caffé e Pans&Company em 2015 houveram novas aberturas de marcas como Pizza Hut e Burger King e com o aumento do turismo nacional e estrangeiro em Portugal, houve o crescimento do segmento Travel, muito presente em aeroportos portugueses.
Em 2016 houve a inauguração de 12 novos restaurantes Burger King e reforçou a presença no mercado espanhol através da compra de 100% do capital da Eat Out Group em outubro 2016 por 105 milhões de euros, esta aquisição, elevou o portifólio do grupo para 667 restaurantes e vendas anualizadas do sistema de mais de 478 milhões de euros reportados em 2016. Em 2019 o Burger King alcançou 100 unidades em Portugal e trouxe para o país a marca norte-americana Taco Bell,com o primeiro restaurante sendo inaugurado em 29 de dezembro daquele ano no NorteShopping em Matosinhos.

### Anos 2020
Com a Pandemia de COVID-19 no mundo a partir de 2020, a maior parte da população mundial teve que ficar em suas casas e com isto este ano foi marcado pelo crescimento do delivery de alimentos nas receitas do grupo e também houve a abertura de novos restaurantes das marcas Burger King, KFC, Pizza Hut, Ribs e Taco Bell.
Em 3 de agosto de 2022, vendeu as operações do Burger King em Portugal e Espanha por 260 milhões de euros para o grupo espanhol Restaurant Brands Iberia, a operação de venda foi concluída em 30 de novembro de 2022.
Em 30 de setembro de 2024 a Ibersol tinha 536 unidades, sendo 479 próprias e 57 franquiadas.

## Marcas operadas pela Ibersol
- KFC[16]

- Pans & Company[16]
- Pizza Hut[16]
- Taco Bell[16]
- Pasta Caffé[16]
- Ribs – True American Barbecue[16]
- SOL[16]
- Miit[16]
- Pret A Manger[16]
- Travel Portugal[16][17]
  -  Bites & Beer[17]
  -  GO TO [17]
  -  Cockpit [17]
  -  Specially [17]
  -  N9ve [17]
  -  Saudade Madeira Café [17]
  -  Clocks[17]
- Catering[16][17]
  -  Silva Carvalho Catering[17]
  -  Palace Catering[17]
- Pizza Móvil[16]
- The Eat Out Group[16]
- Fresc Co[16]
- Dehesa Santa Maria[16]
  - Travel Espanha[16][18]
- BREADWAY[18]
- Caffè di Fiore[18]
- Fire & Bread[18]
- Food Market[18]
- Terrace Mediterraneam[18]